# Opuntia aureispina
Opuntia aureispina là một loài thực vật có hoa trong họ Cactaceae. Loài này được (S. Brack & K.D. Heil) Pinkava & B.D. Parfitt mô tả khoa học đầu tiên năm 2001.